# Helautomatisk lyxkommunism
Helautomatisk lyxkommunism är en bok av Aaron Bastani som först publicerades av Verso Books 2019. Den skisserar en vision av ett postkapitalistiskt samhälle utan knapphet, drivet av tekniska framsteg som automatisering, artificiell intelligens och syntetisk biologi.
Med utgångspunkt i trender inom energi, arbetskraft och produktion menar Bastani att dessa utvecklingar skulle kunna eliminera knapphet och möjliggöra en framtid som definieras av överflöd, minskade arbetstider och universell tillgång till lyx som tidigare var reserverad för de rika. Boken placeras inom den bredare traditionen av marxistiskt tänkande och försöker omformulera socialistisk politik för 2000-talet och föreslår en radikal omorganisation av samhället baserad på jämlikhetsprinciper och tekniska framsteg.
Boken fick ett blandat kritiskt mottagande. Anhängare berömde dess optimistiska vision om ett samhälle utan knapphet, möjliggjort av tekniska framsteg som automatisering och förnybar energi, och framhöll dess utopiska ambition och engagerande prosa. Kritiker ifrågasatte dock genomförbarheten av Bastanis förslag och hänvisade till bristen på detaljerade strategier för att uppnå en sådan omvandling och oro över de miljömässiga konsekvenserna av fortsatt teknisk expansion. Vissa recensenter noterade också att bokens beroende av en linjär historisk berättelse kan förenkla komplex socioekonomisk dynamik.[källa behövs]

## Synopsis
Boken argumenterar för att mänsklighetens historia kan delas in i tre breda perioder, som var och en kännetecknas av betydande teknologiska förändringar: förhistoria till jordbrukets gryning; jordbruk till den industriella revolutionen; och nutid, som kännetecknas av informationsteknikens explosionsartade spridning.
Bastani menar att det välstånd som teknologin medför är oförenligt med samtida kapitalistiska modeller. Medan kapitalismen är organiserad kring en knapphetslogik, kännetecknas det teknologiskt medierade välstånd som han förutspår av frånvaron av knapphet.

## Kritiskt mottagande
Helautomatiserad lyxkommunism har fått både beröm och kritik för sin ambitiösa vision om ett samhälle utan knapphet drivet av tekniska framsteg inom artificiell intelligens, automatisering och förnybara energikällor. Anhängare berömde Bastanis optimistiska syn och framhöll hans "smittsamma" utopism och det övertygande argumentet att automatisering och förnybar energi skulle kunna leda till en värld av överflöd och minskad arbetskraft. Kritiker ifrågasätter dock genomförbarheten av hans förslag och hävdar brist på detaljerade strategier för att uppnå en sådan omvandling och oro över de miljömässiga konsekvenserna av fortsatt teknisk expansion. Dessutom noterar vissa granskare att Bastanis beroende av en linjär historisk berättelse kan förenkla komplex socioekonomisk dynamik.
Andy Beckett från The Guardian beskrev den som "en kort, svindlande självsäker bok" som lämnar läsarna antingen "upprymda och energiska" eller "fullständigt förbryllade". Medan Beckett erkände Bastanis "tro på teknologi" och "skuldfria entusiasm för materiella varor", noterade han också att bokens förutsägelser är baserade på en "bred tolkning av historien".
Ville Kellokumpu menar i Society & Space att arbetet inte tillräckligt redogör för klimatförändringarnas inverkan och den samtida industrins beroende av fossila bränslen. Jason Barker håller med i sin recension för Los Angeles Review of Books och kommenterar att ekologisk förstörelse verkar vara ett konsekvent resultat av tidigare teknologiska övergångar och att det i detta avseende är troligt att framtiden kommer att likna det förflutna.
Mark Featherstone, som skrev för Theory, Culture & Society, erkände bokens "utopiska ambition" och dess försök att föreställa sig ett samhälle bortom kapitalistisk realism. Ändå kritiserade han Bastani för att sakna "en teori om makt, klasskamp och revolution" och hävdade att verket är "lätt på en teori om social förändring" och inte tar upp hur övergången till ett sådant samhälle skulle ske.
I openDemocracy skrev Oli Mould att boken var "full av hopp" och framhöll dess "gränslösa utopism" som "smittsam". Han uppskattade Bastanis detaljerade utforskning av tekniska framsteg men varnade för att det krävs "ett litet språng i tro från läsaren" för att omfamna visionen.
Annie Lowrey, som skrev för The Atlantic, fann Bastanis vision "övertygande" och uttrycket "användbart", men kritiserade hans "upp-och-ner-vända förståelse av modern historia och den samtida ekonomin", och noterade ett misslyckande med att erkänna kapitalismens roll i fattigdomsbekämpning och att ta itu med betydelsen av rasism i den politiska utvecklingen.